# Журавков, Михаил Владимирович
Михаил Владимирович Журавков (1920—1969) — советский лётчик бомбардировочной авиации, участник Великой Отечественной войны, Герой Советского Союза (19.08.1944). Полковник (1955).

## Биография
Михаил Журавков родился 10 сентября 1920 года в деревне Ивановка (ныне — Кыштовский район Новосибирской области). С 1924 года семья проживала в селе Конево (ныне Беловского района Кемеровской области). Окончил начальную школу (4 класса) в Конево, школу крестьянской молодёжи в соседнем селе Байкаим и среднюю школу в селе Старопестерево. После учёбы работал в колхозе имени С. Орджоникидзе в Беловском районе. В 1937-1938 годах учился в аэроклубе в городе Белово Кемеровской области, работал в нём же сторожем.
В октябре 1938 года добровольно пошёл на службу в Рабоче-крестьянскую Красную Армию. Поступил в Красноярское военное авиационное училище, которое в 1939 году было переведено в Новосибирск и преобразовано в Новосибирскую военную авиационную школу лётчиков. Окончил её в 1940 году. С июня 1940 года служил в 165-м резервном авиационном полку ВВС Московского военного округа, с октября 1940 года — в 213-м скоростном бомбардировочном авиационном полку 23-й смешанной авиационной дивизии этого же округа (Подольск).
С июля 1941 года — на фронтах Великой Отечественной войны. С первый дней войны лейтенант Журавков с полком воевал на Западном фронте. К 15 июля 1941 года совершил 23 боевых вылета на бомбардировщике СБ, за что в начале августа одним из первых в Великой Отечественной войне награждён орденом Красной Звезды.
С конца июля 1941 года воевал в 37-м скоростном бомбардировочном авиационном полку (213-й полк был расформирован из-за больших потерь) на Западном фронте. Воевал летчиком, потом командовал звеном и стал заместителем командира эскадрильи. В мае-августе 1942 года полк был выведен в тыл и переучился в полном составе на бомбардировщик Б-25 «Митчелл», поставлявшийся по ленд-лизу из США. На них он воевал до конца войны. А в сентябре 1942 года полк был в полном составе передан из фронтовой авиации в Авиацию дальнего действия. Участвовал в боевых действиях в интересах Западного, Калининского, Сталинградского, Брянского фронтов. Кроме того, выполнял дальние боевые вылеты на бомбардировку военно-промышленных объектов противника в Кёнигсберге и Тильзите (март-апрель 1943), в Финляндии (февраль 1944), в район Берлина (октябрь 1943). В марте 1943 года за выдающиеся боевые отличия полку было присвоено гвардейское звание и он стал именоваться 13-м гвардейским авиационным полком дальнего действия.
В октябре 1943 года за 184 боевых вылета гвардии капитан Журавков был представлен командиром полка к присвоению звания Героя Советского Союза. Командир дивизии и командир корпуса согласились с этим представлением, но в Москве награду заменили на орден Красного Знамени.
К марту 1944 года гвардии майор Михаил Журавков был заместителем командира эскадрильи 13-го гвардейского авиаполка 4-й гвардейской авиадивизии дальнего действия 4-го гвардейского авиакорпуса дальнего действия АДД СССР. К тому времени он совершил 213 боевых вылетов на бомбардировку важных объектов и коммуникаций противника, доставку грузов и вооружения партизанским формированиям, из них 200 выполнил ночью. Нанёс большой урон врагу.
Указом Президиума Верховного Совета СССР от 19 августа 1944 года за «образцовое выполнение боевых заданий командования на фронте борьбы с немецкими захватчиками и проявленные при этом отвагу и геройство» гвардии майор Михаилу Владимировичу Журавкову присвоено звание Героя Советского Союза с вручением ордена Ленина и медали «Золотая Звезда» за номером 5123.
В 1944-1945 годах он командовал эскадрильями в 34-м гвардейском авиационном полку дальнего действия, 335-м бомбардировочном авиационном полку, 250-м гвардейском бомбардировочном авиационном полку. Последний боевой вылет совершил 6 мая 1945 года на бомбардировку гарнизона города-крепости Бреслау (ныне Вроцлав, Польша), окруженной войсками 1-го Украинского фронта. Всего за годы войны на счету лётчика было 265 боевых вылетов, в том числе 240 - в ночное время. Он имел боевой налёт в 987 часов, из них 735 ночью.
После окончания войны продолжал службу в Советской Армии. До 1949 года служил в 250-м гвардейском авиационном полку Дальней авиации (полк базировался в Кировограде). В 1949 году был заместителем командира полка - инструктором по технике пилотирования и теории полёта в 198-м гвардейском авиационном полку Дальней авиации (Иваново). В 1950 году окончил Высшую офицерскую лётно-тактическую школу командиров Дальней авиации в Липецке. С ноября 1950 года — заместитель командира, а затем и командир 597-го учебного авиационного полка при Рязанской Высшей авиационной офицерской школе Дальней авиации (Ряжск, Рязанская область). С мая 1956 года был командиром 890-го отдельного учебно-тренировочного авиационного полка (Казань). С июня 1958 года — заместитель командира 45-й тяжелой бомбардировочной авиационной дивизии по лётной части (Барановичи). В 1960 году по состоянию здоровья был списан с лётной работы, и в сентябре этого года назначен начальником отдела кадров в штабе 6-го отдельного бомбардировочного авиационного корпуса Дальней авиации (управление корпуса — Смоленск). С февраля 1963 года служил заместителем начальника штаба Центра боевого применения и подготовки командиров кораблей Дальней авиации (аэродром Дягилево, Рязань).
Умер 6 июля 1969 года, похоронен на Скорбященском кладбище Рязани.

## Награды
- Герой Советского Союза (19.08.1944)
- Два ордена Ленина (25.03.1943, 19.08.1944)
- Орден Красного Знамени (29.12.1943)
- Два ордена Красной Звезды (9.08.1941, 3.11.1953)
- Медаль «За боевые заслуги» (20.06.1949)
- Медаль «За оборону Ленинграда»
- Медаль «За взятие Берлина»
- Медаль «За взятие Будапешта»
- Другие медали[1]

## Память
- В честь Журавкова названы улицы в селе Конево Беловского района Кемеровской области и в селе Кыштовка Кыштовского района Новосибирской области[1].
- Мемориальная доска установлена в Рязани на доме, в котором жил Герой.
- Имя М. В. Журавкова увековечено на монументах и мемориалах в городах Рязань, Новосибирск, Белово.